# Sabine Jaggy
Sabine Jaggy-Kaufmann (* 1952) ist eine Schweizer Biologin und war Direktorin der Hochschule Luzern.

## Biografie
Sabine Jaggy studierte Biologie und Chemie an der Universität Bern (lic. phil. nat.). 1978 absolvierte sie das Diplom für das Höhere Lehramt und lehrte als Biologielehrerin in Luzern und Solothurn. 1990 wurde sie Gründungsrektorin der Luzerner Maturitätsschule für Erwachsene. 1995/1996 war sie Direktionsmitglied der AKAD, Zürich, und wechselte 1996 als Direktorin an die Privatschule Minerva in Zürich und Luzern.
Von 2001 bis 2008 war sie als Nachfolgerin von Hans Lütolf Rektorin der Hochschule für Wirtschaft HSW Luzern. Von 2001 bis 2003 absolvierte sie eine MBA-Ausbildung an der Universität Zürich. Von März 2008 bis Ende 2011 war sie die Direktorin der Hochschule Luzern.
Im Januar 2012 wanderte sie mit ihrem Mann nach Namibia aus, um dort eine Touristen-Lodge zu betreiben.
Sabine Jaggy ist verheiratet, hat drei Kinder und lebte vor der Auswanderung mit ihrer Familie in Gelfingen.

## Politik
Sabine Jaggy-Kaufmann war von 1987 bis 1995 liberale Grossrätin des Kantons Luzern. Zudem war sie in mehreren kantonalen und nationalen Gremien im Bildungsbereich tätig. 